# Julio Argentino Noble
Julio Argentino Noble (Rosario, 9 de julio de 1896-Ciudad de Buenos Aires, 29 de octubre de 1960) fue un político, ingeniero y periodista argentino. Fue uno de los dirigentes más destacados del Partido Demócrata Progresista, por el que fue diputado nacional entre 1932 y 1938.

## Biografía
Julio Argentino Noble nació en 1896, en el seno de una familia de origen vasco-francés. Se graduó de ingeniero civil a finales de la década de 1910, tiempo en el que participó junto a su hermano Roberto Noble, de las luchas por la Reforma Universitaria (sancionada en 1918). Fue presidente de la Federación Universitaria entre 1919 y 1920, y del Centro de Ingenieros, entre 1927 y 1928. En su tarea como ingeniero, proyecto y dirigió la construcción del City Hotel de Buenos Aires, junto al arquitecto Miguel Madero.</ref> También proyecto numerosas Casas de Renta y caminos en Buenos Aires y Rosario.
A mediados de la década de 1920, adhirió al Partido Demócrata Progresista, donde rápidamente se fue convirtiendo en uno de sus principales dirigentes, siendo apadrinado por Lisandro de la Torre. En 1931, Noble fue uno de los principales promotores en el PDP, junto a Augusto Rodríguez Larreta, del pacto electoral con el Partido Socialista, que se conoció como la Alianza Civil o la Alianza Demócrata-Socialista, y que llevó como candidatos a presidente y vice a De La Torre y Nicolás Repetto. La Alianza Civil se mostraba como opositor del gobierno de facto del general José Félix Uriburu, y de la fórmula presidencial de la Concordancia. Aun así, perdieron las elecciones (ganando únicamente en la Capital Federal y en la provincia de Santa Fe, donde Luciano Molinas resultó electo como gobernador), pero Noble fue elegido diputado nacional para el periodo 1932-1934. El rosarino consiguió ser reelecto como diputado nacional para el periodo 1934-1938, donde consiguió ser vicepresidente de la Cámara de Diputados en 1936. En 1937, el PDP apoyó la fórmula presidencial de la Unión Cívica Radical, integrada por Marcelo T. de Alvear y Enrique Mosca.
En 1939, fue elegido presidente del Aeroclub Argentino, y al año siguiente, Noble fue uno de los fundadores de la asociación anti-fascista Acción Argentina, desde donde promovió el ingreso de la Argentina en la Segunda Guerra Mundial para sumarse al bando de los Aliados, y también fue designado como presidente de la misma. En 1942, fue candidato a diputado nacional pero no fue electo, ese mismo año fue uno de los promotores de la llamada Unidad Democrática, que promovió la unión entre el PDP, el Partido Socialista, el Partido Comunista y la Unión Cívica Radical, apoyando la candidatura del general Agustín P. Justo para presidente, para enfrentar al candidato oficialista que propusiera Ramón S. Castillo. Dicha Unidad Democrática fue duramente golpeada con la muerte de Justo en enero de 1943, y al momento del golpe del 4 de junio, todavía se encontraba en discusión el binomio presidencial de la alianza.[cita requerida]
Durante los años de la dictadura militar nacida del 4 de junio de 1943, Noble se exilió en el Uruguay, donde constituyó un grupo político llamado "Patria Libre", en el cual participaban hombres como el socialista Julio González Iramain y los comunistas Rodolfo Ghioldi y Héctor P. Agosti,[cita requerida] desde el cual promovían propaganda contra el gobierno argentino de facto. 
En 1945 retornó al país, donde su puso a trabajar en favor de la campaña electoral de la Unión Democrática. En las elecciones legislativas de 1946, Julio Noble fue candidato a senador nacional de la Capital Federal por la lista de Unidad y Resistencia (que agrupaba al Partido Demócrata Progresista, al Partido Comunista, y a los independientes). La lista que integraba recibió 67.577 votos, un 11,93 % de los electores, y por lo tanto Noble no fue electo.
En los años del gobierno del general Perón, Noble fue un encarnizado opositor al peronismo, por lo que participó del intento de golpe de Estado del general Benjamín Menéndez en septiembre de 1951, lo que le valió el exilio, por tal motivo estuvo viviendo en el Uruguay desde finales de 1951.
Noble volvió al país en septiembre de 1955, tras la toma del poder por Eduardo Lonardi. En esos años apoyó fuertemente al gobierno surgido de la Revolución Libertadora, y formó parte de la Junta Consultiva Nacional, representando al Partido Demócrata Progresista.
Noble trabajó casi toda su vida en el diario La Nación, donde fue redactor del mismo por muchos años.
El 29 de octubre de 1960, Julio Noble falleció en Buenos Aires. Tiempo después, se publicó póstumamente su libro titulado "Cien años: Dos vidas", que se enfocaba en las vidas de Lisandro de la Torre y Leandro N. Alem.

## Familia
Los padres de Noble, fueron Pedro Noble (1865-1909) y María Larrosa (1871-1960), ambos de origen vasco-francés. Su hermano fue el político, empresario y periodista, Roberto J. Noble, quien fundó el diario Clarín en 1945. Noble estaba casado con María Elena Delfina Mitre, hija de Luis Mitre, director de La Nación desde 1909 hasta su muerte en 1950, y bisnieta del general Bartolomé Mitre, con quien tuvo dos hijos. Entre sus nietos, se encuentran Julio Saguier, presidente del Grupo La Nación desde 1997, y Fernán Saguier, actual director del diario La Nación desde 2020.